# Honscheid
Honscheid ist ein Ortsteil der Gemeinde Ruppichteroth im Rhein-Sieg-Kreis in Nordrhein-Westfalen.

## Lage
Honscheid liegt auf dem Nutscheid. Nachbarorte sind der Neuenhof, Stockum und die Weiler der Mertener Höhe.

## Geschichte
1712 lebten hier 11 Haushalte mit 48 Seelen: Wittwe Schwarz, Engelbert Busch, Gerard Brü?, Johannes Walterscheid, Peter Wirts, Wilhelm Schneider, Henricus Gilles, Heinrich Delvo, Christ Weber, Jacob Post und Bertram Walterscheid.
1809 hatte der Ort 64 katholische Einwohner.
Bis zum 1. August 1969 war Honscheid ein Ortsteil der Gemeinde Winterscheid. Im Zuge der Eingemeindung Winterscheids nach Ruppichteroth wurde Honscheid ein Ortsteil der Gemeinde Ruppichteroth.

## Kapelle
Die Kapelle in Honscheid wurde 1860 von Heinrich Wilhelm Brambach errichtet und ist heute noch im Besitz der Familie. Geweiht wurde die Kapelle zu Ehren der Mutter Gottes und der heiligen Agatha. Das ursprüngliche Fachwerk der Kapelle wurde im Mai 1935 von Peter Brambach durch Stein ersetzt. Im Juli 1951 wurde hier ein Kreuzweg errichtet. Dies führte ein Franziskaner aus dem Kloster Marienthal (Westerwald) durch. Mai 1969 wurde die Kapelle mit neuen Bänken ausgestattet. 1974 wurde die Kapelle abermals renoviert und von der Familie Brambach um anderthalb Meter erweitert. Das Innere der Kapelle ziert eine Miniatur der Pietà nach Michelangelo.